# 100 Bullets (videojoc)
100 Bullets és un videojoc d'acció basat en el còmic 100 Bullets fet per DC Comics i Vertigo, escrit per Brian Azzarello i il·lustració per part d'Eduardo Risso. El videojoc serà publicat per D3 Publisher. Es va intentar fer una versió abans d'aquest videojoc a través de la publicació amb Acclaim el 2004, però el projecte va ser cancel·lat quan Acclaim va fer fallida. Va ser llançada una versió PAL però el videojoc era pobre en nombre de missions i característiques.
Tanmateix, del videojoc 100 Bullets se'n va saber molt poc, ja que malgrat estar previst que es presentés l'any 2004 va acabar cancel·lant-se arran de les dificultats econòmiques de l'empresa desenvolupadora.
La versió original d'Acclaim, que aparentment no havia d'ésser igual que la que finalment es començà a produir, tenia una pinzellada de l'estil del cinema, amb moltes semblances amb la saga de videojocs de Max Payne.